# Alejandro Shishkov
Alejandro Shishkov (Алекса́ндр Семёнович Шишко́в, Aleksandr Semiónovich Shishkov) fue un escritor, filólogo, crítico literario, almirante y estadista conservador ruso. Autor del manifiesto al pueblo ruso por la resistencia total y la expulsión del ejército de Napoleón y Grande Armée del Imperio ruso y los países ocupados.
Un importante opositor del político liberal Mijaíl Speranski.
Líder ideológico ruso en la política de liberación de Europa de la hegemonía francesa de Napoleón y, en general, de la herencia revolucionaria del Viejo Continente. Ideólogo líder del Congreso de Viena y del sistema de restauración en Europa y Francia en particular.
Presidente de la Academia Rusa, que fue análoga a la Academia Francesa. Introduce una nueva dirección en la literatura rusa: el arcaísmo.
Está involucrado en el juicio penal de los decembristas, a quienes considera personas ilusorias. Es extremadamente sincero contra la política de liberalización en Europa en vísperas de la llamada Primavera de los pueblos.